# Universität Port Said
Die Universität Port Said (arabisch جامعة بورسعيد) ist eine staatliche ägyptische Universität für die Stadt Port Said und Umgebung. Sie wurde 2010 als eigenständige Universität gegründet. Zuvor war diese eine Außenstelle der Sueskanal-Universität und jetzt besteht aus dreizehn Fakultäten:
- Ingenieurwissenschaften
- Handel
- Sport
- Pädagogik
- Medienpädagogik
- Krankenpflege
- Wissenschaften
- Kindergarten
- Betriebswirtschaft und Informatik
- Kunst
- Medizin
- Pharmazie
- Rechtswissenschaft